# Heroic Age
Heroic Age (ヒロイック・エイジ, Hiroikku Eiji) est un anime japonais réalisé par Toshimasa Suzuki sorti en 2007.
L'anime a été adapté en manga par Kugeko Warabino en 2007.

## Synopsis
Age (prononcé Eiji) est un jeune garçon seul survivant d'un vaisseau d'exploration humain qui s'est écrasé sur la planète déserte, Oron 100 ans plus tôt.
Il y passe une vie calme quand un jour des humains, emmenés par la Princesse Dianeira, débarquent sur sa planète. Elle recherche le héros que les humains attendaient depuis très longtemps. En tant que Tribu de Fer, les humains sont pourchassés par la tribu d'Argent qui veut leur destruction. La destinée des humains est de reprendre la Terre et de réaliser les tâches prévues par la tribu d'Or (avec l'aide d'Age) qui leur permettront d'obtenir une grande puissance.
En tant que maîtres de l'univers, les membres de la tribu d'Or, ont décidé de le quitter et ont donc lancé un appel pour leur trouver un successeur.
4 tribus ont répondu :
- La tribu d'Argent, dotée de puissants pouvoirs psychiques et d'une technologie avancée.
- La tribu de Bronze, composée d'insectes capables de voler dans l'espace, soumis à la tribu d'Argent.
- La tribu des Héros (composée des 5 êtres les plus puissants qui soient dans toute la galaxie, au point d'être capable de l'anéantir) a été répartie dans différentes tribus humanoïdes. La Tribu d'Argent dispose de 4 Nodos rattachés par des contrats : Karukinus Rukan/Neruneya (4 contrats, sa capacité spéciale est la régénération, il peut générer des gaz corrosifs), Mehitaka Pore/Artemia (3 contrats, c'est le plus rapide des cinq Nodos, il contrôle les fluctuations d'énergie), Lekti Leque/Alemantas (5 contrats, capable de contrôler le Temps), Yuti La/Kerubius (8 contrats, son pouvoir est de contrôler le Néant).
- Enfin la Tribu de Fer qui rassemble l'humanité dispose d'Age/Bellcross (tribu des Héros), qui selon la prophétie, doit accomplir 12 travaux pour cette tribu. Bellcross est inspiré du héros mythologique Hercule, et est le plus fort et endurant des cinq.

## Autour de l’œuvre
Nombre de personnages, vaisseaux et endroits sont inspirés de la mythologie grecque (plus précisément, du mythe des races métalliques d'Hésiode).

## Fiche technique
- Nombre d'épisodes : 26
- Durée : 24 minutes
- Première diffusion au Japon : 1er avril 2007
- Jour de diffusion : dimanche (sauf épisode 20 diffusé lundi 20 août)
- Réalisateur : Takashi Noto, Toshimasa Suzuki
- Auteurs (scripts) : Tow Ubukata
- Character designer : Hisashi Hirai
- Musique : Naoki Sato
- Studio : Studio Xebec